# ورزشگاه رز بول
ورزشگاه رُز باول
 (به انگلیسی: Rose Bowl) ساخت ۱۹۲۱، یک ورزشگاه چند منظوره در پاسادینا، کالیفرنیا در ایالات متحده آمریکا است.
این استادیوم یکی از ورزشگاه‌های برگزاری بازیهای جام جهانی فوتبال ۱۹۹۴ بود. و بازی فینال این جام نیز در آن برگزار گردید.
گنجایش این ورزشگاه ۹۲۵۴۲ نفر است. در روز دوشنبه اول ژانویه ۱۹۷۳ جمعیتی بالغ بر ۱۰۶۸۶۹ نفر در این استادیوم حضور پیدا کرده اند که رکورد بیشترین حضور تماشاگر در آن می باشد. دیدار دوستانه تیم‌های ملی فوتبال ایران و آمریکا در سال ۲۰۰۰ در این ورزشگاه برگزار شد که با نتیجه مساوی ۱-۱ به پایان رسید.